# Hotel Reichsgraf

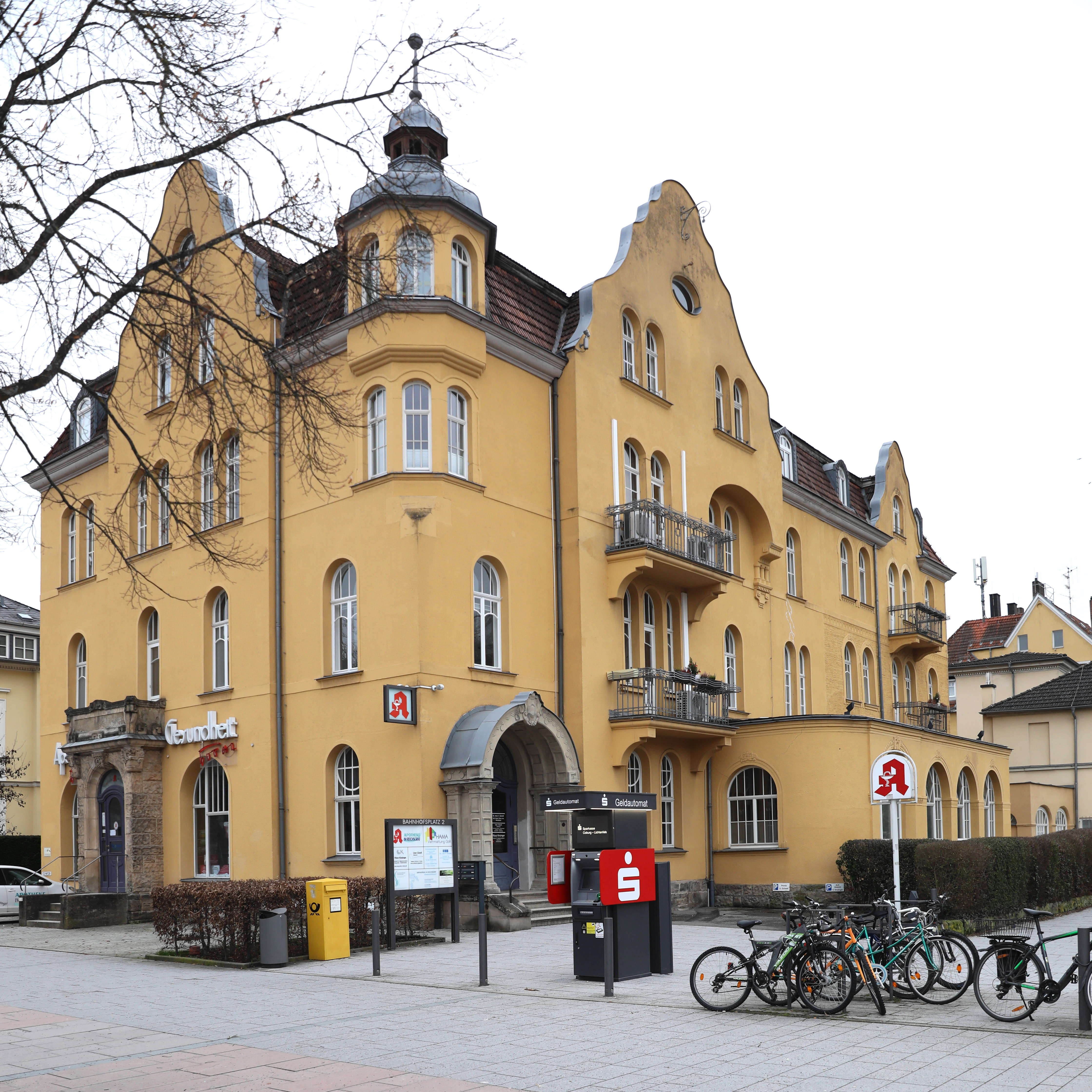
Ehemaliges Hotel Reichsgraf in Coburg am Bahnhofsplatz

Das ehemalige Hotel Reichsgraf steht am Coburger Bahnhofsplatz 2. Das denkmalgeschützte Gebäude entstand 1905 und wird seit 1991 als Ärztehaus genutzt.

## Geschichte
Der herzogliche Bauinspektor Jacob Lindner kaufte 1867 das Grundstück an der Bahnhofsstraße zwecks Bebauung mit einer neugotisch gestalteten Villa. Im Jahr 1872 erwarb Friedrich Carl Graf von und zu Ortenburg, der auf Schloss Tambach wohnte, das Grundstück mit Wohnhaus und Nebengebäude und nutzte es als Stadtresidenz. Nach dem Verkauf an den schlesischen Hotelier Wilhelm Grosser im Dezember 1904 folgte 1905 der weitgehende Neubau zu einem repräsentativen Hotel mit 33 Fremdenzimmern nach Plänen von Paul Schaarschmidt. Wohl als Erinnerung an den Vorbesitzer nannte Grosser das Hotel Reichsgraf. In den Jahren 1910 und 1911 ließ Grosser das Gebäude durch das Aufstocken mit zwei Geschossen auf dem seitlichen Saalbau und Anbau einer überdachten Veranda erweitern.
Im September 1919 kaufte die Gothaer Waggonfabrik das Anwesen und verlegte ihre Direktion von Gotha nach Coburg. Sie ließ den Haupteingang an die linke Hausecke verlegen und den alten Zugang sowie die Terrasse als Anbau schließen. Nach der Vereinigung des Freistaats Coburg mit dem Freistaat Bayern im Sommer 1920 kehrte die Direktion der Waggonfabrik nach Gotha zurück. Sie veräußerte Anfang 1921 das Gebäude wieder an Grosser, der das Hotel neu eröffnete. Im Jahr 1927 entstanden an der Bahnhofsstraße ein Garagenanbau und eine eigene Hoteltankstelle, die bis 1951 betrieben wurde. Zwischen 1939 und 1945 erfolgte die Verwendung des Hotels als Reservelazarett und Umsiedlungslager.
Nach der Zerstörung des Landgerichtsgebäudes in der Ketschendorfer Straße im April 1945 wurde der ehemalige Speisesaal der Hotels bis 1954 für die Schwurgerichtsverhandlungen genutzt. Anschließend hatte das Hauptzollamt seinen Sitz in dem Gebäude bis 1969. Nachdem dem Tod von Grosser im Jahr 1955 verkauften seine Erben das Anwesen. Im Erdgeschoss war ab 1960 eine Bar und ab 1977 eine Diskothek untergebracht. Von 1989 bis 1991 erfolgte ein durchgreifender Umbau für mehrere Arztpraxen und eine Apotheke.

## Architektur
Das dreigeschossige Hotel Reichsgraf steht am Coburger Bahnhofsplatz gegenüber dem Bahnhof. Es hatte zusammen mit dem Bahnhofshotel auf der anderen Straßenseite als nobles Entrée zur Stadt Coburg eine herausragende städtebauliche Funktion. Dementsprechend besaß das Gebäude ab dem Umbau 1905 eine reiche Gestaltung der verputzten Fassade im historisierenden Jugendstil. Auf der linken Seite besteht die Hauptfassade aus einem Risalit mit je einem Balkonen in den beiden Obergeschossen. Im zweiten Obergeschoss verbreitert sich der Risalit über einen Korbbogen, der rechts auf einer Säulenkonsole ruht. Den oberen Abschluss bildet ein Zwerchhaus mit einem hohen Schweifgiebel und vier Rundbogenfenstern, paarweise angeordnet. Die Jugendstilornamente auf dem Giebel verschwanden 1949. Die linke Hausecke ist im Erdgeschoss durch das Eingangsportal und im Dachgeschoss durch einen polygonalen Erkerturm mit Laterne gekennzeichnet.
Die nachträglich 1911 errichtete rechte Gebäudeseite, welche die Symmetrie der Fassade zerstörte, besitzt fünf Fensterachsen und ebenfalls einen Risalit, dessen Schweifgiebel aber deutlich niedriger und schmaler ist, als auf der linken Seite.
Die vierachsige Nordfassade zur Bahnhofsstraße prägt wieder ein mittig angeordnetes Zwerchhaus mit einem Schweifgiebel. Im Erdgeschoss befindet sich unter einem Balkon der Haupteingang zum ehemaligen Restaurant. Er besteht aus Bossenwerk mit gekehltem, glattem Rahmen und seitlich stilisierten Tiermasken.